# Helena Jobim
Pour les articles homonymes, voir Jobim.
Helena Isaura Brasileiro de Almeida Jobim (Rio de Janeiro, 27 février 1931 — Belo Horizonte, 13 septembre 2015) était une femme de lettres brésilienne.

## Biographie
Elle était la sœur du musicien Antônio Carlos Jobim.
Elle étudia la littérature portugaise et brésilienne à l'Université pontificale catholique de Rio de Janeiro.
Elle publia son premier roman, A chave do poço do abismo avec Vânia Reis et Silva en 1968.
Le réalisateur Marco Altberg a adapté sa « Trilogie des Merveilles » dans le film Fonte da Saudade.
Elle a travaillé pour la publication Estado de Minas.

## Œuvre
- A chave do poço do abismo, 1968
- Clareza 5, 1974
- Trilogia do assombro, 1981
- Os lábios brancos do medo, poésie, 1985
- Verão de Tigres, 1990
- Antonio Carlos Jobim, um homem iluminado, biographie de Antônio Carlos Jobim, 1996
- Pressinto os Anjos que me Perseguem , 2000
- Recados da Lua, 2001